# Esteban Burgos
Esteban Rodrigo Burgos (Salta, Argentina, 9 de gener de 1992) és un futbolista argentí que juga com a defensa central pel Defensa y Justicia.
Burgos va debutar al club local Gimnasia y Tiro,;com a sènior el 2011. Després de ser titular habitual la temporada 2012–13 va fitxar pel Talleres de Córdoba, de Primera B Nacional el 28 de juny de 2013.
Burgos va debutar com a professional el 14 d'agost de 2013, com a titular en un empat 1–1 a casa contra el Club Atlético Douglas Haig. Després de guanyar-se novament la titularitat, va fitxar pel Godoy Cruz Antonio Tomba de la Primera Divisió el 10 de juliol de l'any següent.
Burgos va debutar a la màxima categoria el 27 d'agost de 2014, com a titular en una victòria per 1–0 a fora contra Rosario Central. Després de no haver jugat massa, el 5 de gener de 2016 va anar cedit a aquest darrer club, per 18 mesos.
El 7 de juliol de 2017 Burgos marxà a l'estranger per primer cop en la seva carrera, en signar contracte per dos anys amb el club de Segona Divisió AD Alcorcón. Hi va debutar el 19 d'agost, com a titular, en un empat 0–0 a casa contra l'Sporting de Gijón.
L'1 de juliol de 2019, com a agent lliure Burgos va fitxar per la SD Eibar de La Liga, per tres anys.